# Merlara
Merlara är en ort och kommun i provinsen Padova i regionen Veneto i Italien. Kommunen hade 2 612 invånare (2018).